# شينيا هوشيد
شينْيا هوشيدٌ (باليابانية: 寶示戸 進哉) (مواليد 4 أكتوبر 1978)، هو لاعب كرة قدم ياباني سابق كان يلعب كمهاجم.

## وصلات خارجية
- شينيا هوشيد على موقع رابطة كرة القدم اليابانية للمحترفين (اليابانية)